# Marquesado de Ciriñuela
El marquesado de Ciriñuela es un título nobiliario español creado por el rey Carlos III mediante real decreto del 29 de noviembre de 1765 y real despacho del 13 de agosto de 1766, con el vizcondado previo de La Plaza, a favor de José Antonio Martínez de Pisón, regidor perpetuo de Santo Domingo de la Calzada.
La denominación del marquesado hace referencia a la localidad de Ciriñuela en La Rioja. 

## Marqueses de la Ciriñuela
|                         | Titular                                                        | Periodo                 |
| Creación por Carlos III | Creación por Carlos III                                        | Creación por Carlos III |
| ----------------------- | -------------------------------------------------------------- | ----------------------- |
| I                       | José Antonio Martínez de Pisón y Moyúa                         | 1766-1812               |
| II                      | Manuel Baltasar Martínez de Pisón y Gil Delgado                | 1812-1820               |
| III                     | José Antonio María Martínez de Pisón Barrenechea y Gil Delgado | 1820-1848               |
| IV                      | Domingo Fausto Martínez de Pisón y Coca                        | 1848-1878               |
| V                       | José María Martínez de Pisón y Martínez de Medinilla           | 1879-1899               |
| VI                      | Eduardo Martínez de Pisón y Paternina                          | 1902-1926               |
| VII                     | Manuel Martínez de Pisón y Bellvís                             | 1930-1979               |
| VIII                    | Matilde Carmen Martínez de Pisón y Bellvís                     | 1980-1990               |
| IX                      | Alfonso Merchante y Martínez de Pisón                          | 1993-2020               |
| X                       | Isabel Bermejo Merchante                                       | 2024-actual titular     |

## Historia de los marqueses de Ciriñuela
- José Antonio Martínez de Pisón y Moyúa (m.1812), I marqués de Ciriñuela,[3] alférez mayor y regidor perpetuo de Santo Domingo de la Calzada.[3]

Casó con Teresa Gil-Delgado y Salamanca. Le sucedió su hijo:
- Manuel Baltasar Martínez de Pisón y Gil Delgado (m. Haro, 1820), II marqués de Ciriñuela[1] y maestrante de Ronda en 1781.[4]

Contrajo matrimonio con María Ana de Barrenechea Reischar. Le sucedió su hijo:
- José Antonio María Martínez de Pisón Barrenechea y Gil Delgado, III marqués de Ciriñuela y III marqués del Puerto.[4][1]

Casó con María Andrea Coca y Samaniego. Le sucedió su hijo:
- Domingo Fausto Martínez de Pisón y Coca (m. Casalarreina, 1878), IV marqués de Ciriñuela[1] y marqués del Puerto y del Burgo.[1]

Casó en primeras nupcias con María de la Vega Martínez de Medinilla y Martínez Pisón, hija de José María de Medinilla y Catalá y de su esposa, María Ana Martínez de Pisón Barrenechea y Gil Delgado. Le sucedió su hijo en 1879:
- José María Martínez de Pisón y Martínez de Medinilla (Casalarreina, 28 de julio de 1835-Haro, 12 de diciembre de 1899), V marqués de Ciriñuela,[5] conde de Villafranqueza, grande de España[1] y conde de Cirat, en sucesión a su pariente, Pedro de Alcántara Catalá y Perellós.[4] Fue senador por derecho propio (1865-1866, 1866-1867, 1867-1868).[6]

Casó con María del Carmen Paternina y Arias. Le sucedió su hijo en 1902:
- Eduardo Martínez de Pisón y Paternina (Haro, 10 de noviembre de 1861-Madrid, 29 de mayo de 1926), VI marqués de Ciriñuela.[7][8]

Casó el 6 de mayo de 1902 con Luisa de Figueroa y Hernández (m. 1916). Sin descendencia. Le sucedió su sobrino, hijo de su hermano, Manuel Martínez Pisón y Paternina (Haro, 16 de enero de 1859-Requena, 13 de noviembre de 1909), conde de Villafranqueza, grande de España, y de su esposa, Isabel-Matilde Bellvís y Ferrer (n. 1866), con quien contrajo matrimonio el 2 de junio de 1900, en Valencia:
- Manuel Martínez de Pisón y Bellvís (Valencia, 16 de abril de 1900-1979), VII marqués de Ciriñuela.[10][9] Le sucedió su hermana:

- Matilde Carmen Martínez de Pisón y Bellvís (Valencia, 1903[9]-Valencia, 30 de julio de 1990), VIII marqués de Ciriñuela[11] y condesa de Villafranqueza, grande de España dede 1960 (rehabilitación).[4]

Casó en primeras nupcias con Alfonso Merchante Sánchez. Contrajo un segundo matrimonio con su primo hermano, José Martínez Pisón y Pardo, conde de Cirat. Le sucedió su hijo del primer matrimonio:
- Alfonso Merchante y Martínez de Pisón (Cuenca, 18 de diciembre de 1935-Valencia, 9 de mayo de 2020), IX marqués de Ciriñuela,[12] conde de Villafranqueza, grande de España,[13] y conde de Cirat.[14] Fue profesor mercantil y caballero del Real Cuerpo Colegiado de la Nobleza de Madrid.[4]  En 2013 donó los fondos documentales de su Casa a la Diputación Provincial de Castellón.[15]

Casó con María Consuelo Camilleri y Cuñat. Su hija, María del Carmen Merchante y Camillerí solició la sucesión en este marquesado en junio de 2021. Su hija María Consuelo, sucedió en el condado de Villafranqueza, y su hijo Alfonso Merchante Camilleri, en el condado de Cirat. Sucedió:
- Isabel Bermejo Merchante, X marquesa de Ciriñuela.[18]